# Palmse
Palmse (Duits: Palms) is een plaats in de Estlandse gemeente Haljala, provincie Lääne-Virumaa. De plaats heeft 62 inwoners (2021) en heeft de status van dorp (Estisch: küla).
Palmse ligt in het Nationaal park Lahemaa. Het dorp is vooral bekend vanwege zijn landhuis, dat als museum in gebruik is. In het park rond het landhuis ligt het meer Oruveski järv, 3,5 hectare groot.

## Geschiedenis
Het dorp werd in 1286 voor het eerst genoemd. Het behoorde toen tot het grondbezit van de Cisterciënzer nonnen van het klooster van Sint-Michael in Tallinn. In 1510 ruilden de nonnen Palmse tegen Nabala (Duits: Nappel), dat dichter bij Tallinn ligt. Het bijbehorende landgoed was vanaf dat moment particulier bezit. Tussen 1677 en 1919 was het landgoed in het bezit van de Baltisch-Duitse familie von der Pahlen.
Kerkelijk viel het dorp onder de parochie van Sankt Katharinen (Kadrina).

## Landgoed van Palmse
Het landgoed van Palmse omvatte een groot gebied. Zo behoorden Eru, Ilumäe, Joandu, Tõugu, Uusküla, Vatku, Võhma, Võsu en Võsupere bij het landgoed. Vermoedelijk was er al in 1300 een landhuis. In de periode 1522-1677 was het landgoed in handen van de familie Metztacken. Tijdens de Lijflandse Oorlog gingen de gebouwen op het landgoed grotendeels verloren. Pas na de Wapenstilstand van Altmark van 1629 begon de herbouw. Het landgoed was inmiddels overgegaan op de familie von der Pahlen.
De herbouw werd vertraagd door een hongersnood, de Grote Noordse Oorlog en een pestepidemie in 1710. Halverwege de 18e eeuw bestond de kern van het landgoed uit ongeveer twintig gebouwen. Het hoofdgebouw is van 1697. Tijdens de Grote Noordse Oorlog werd het gebouw met de grond gelijk gemaakt, maar in 1730 opnieuw opgebouwd.
In 1919 onteigende het net onafhankelijk geworden Estland het landgoed van Palmse. In 1923 werd het opgedeeld onder de pachters en viel het uiteen in een groot aantal kleine boerderijen.
In 1971 werd het Nationaal park Lahemaa gesticht. In de jaren 1975-1985 werd het landhuis gerestaureerd. De restauratie werd een voorbeeld voor andere monumenten, te beginnen met het landhuis van Rägavere. In 1986 ging het landhuis van Palmse open voor het publiek als museum. De collectie geeft een overzicht van het leven op en de architectuur van de Estische landgoederen.

## Foto's

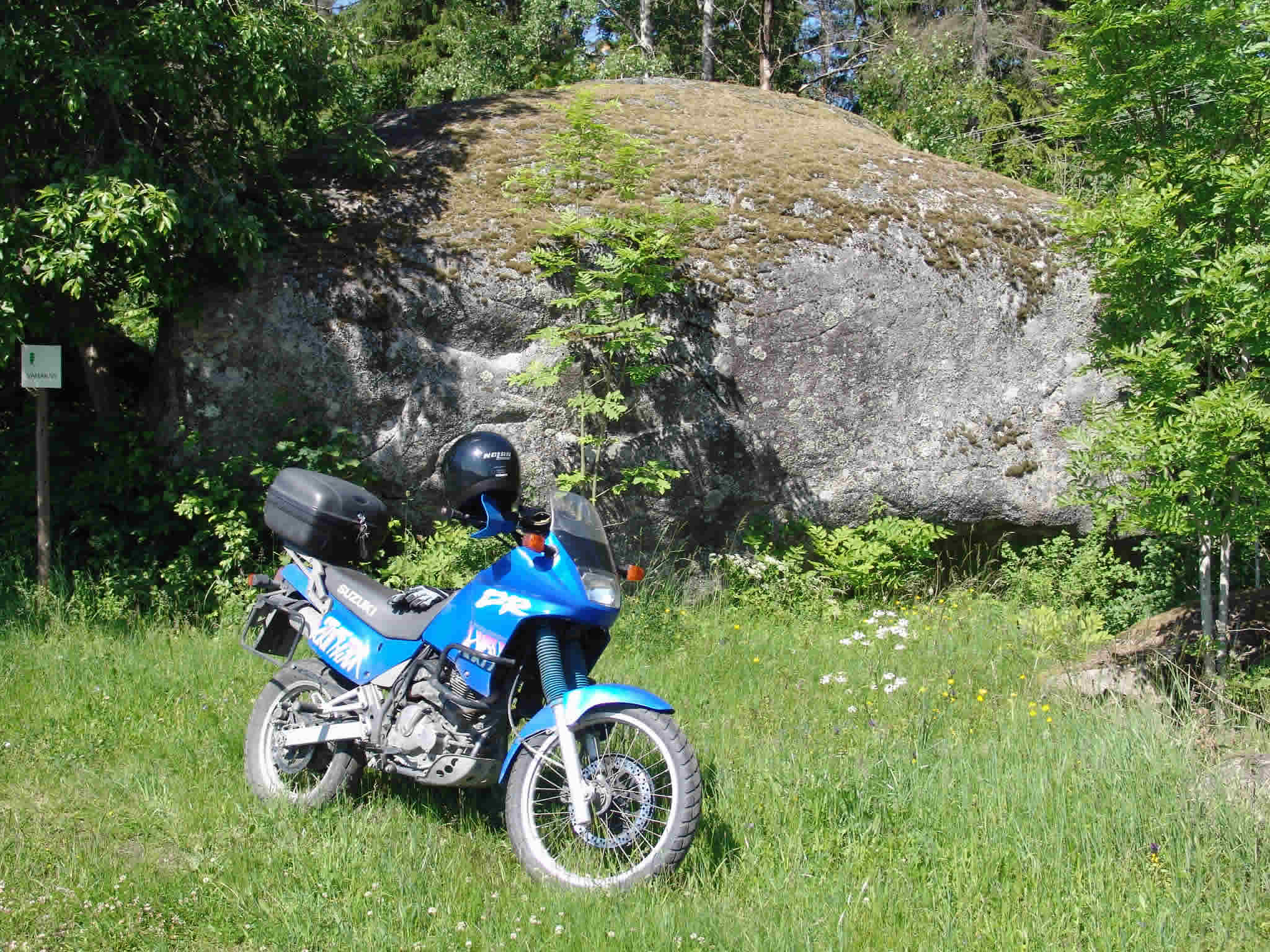
Zwerfsteen bij Palmse
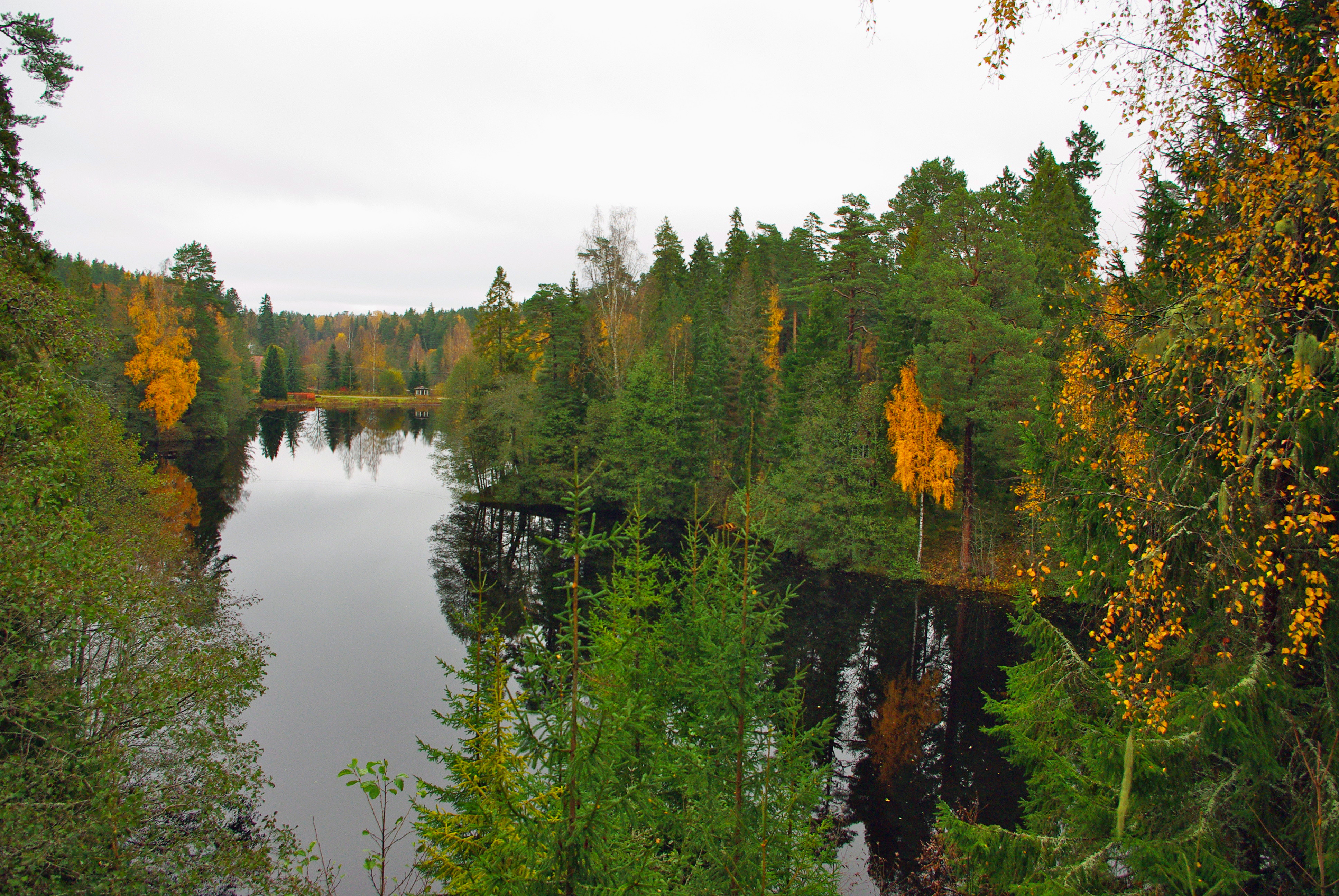
Oruveski järv
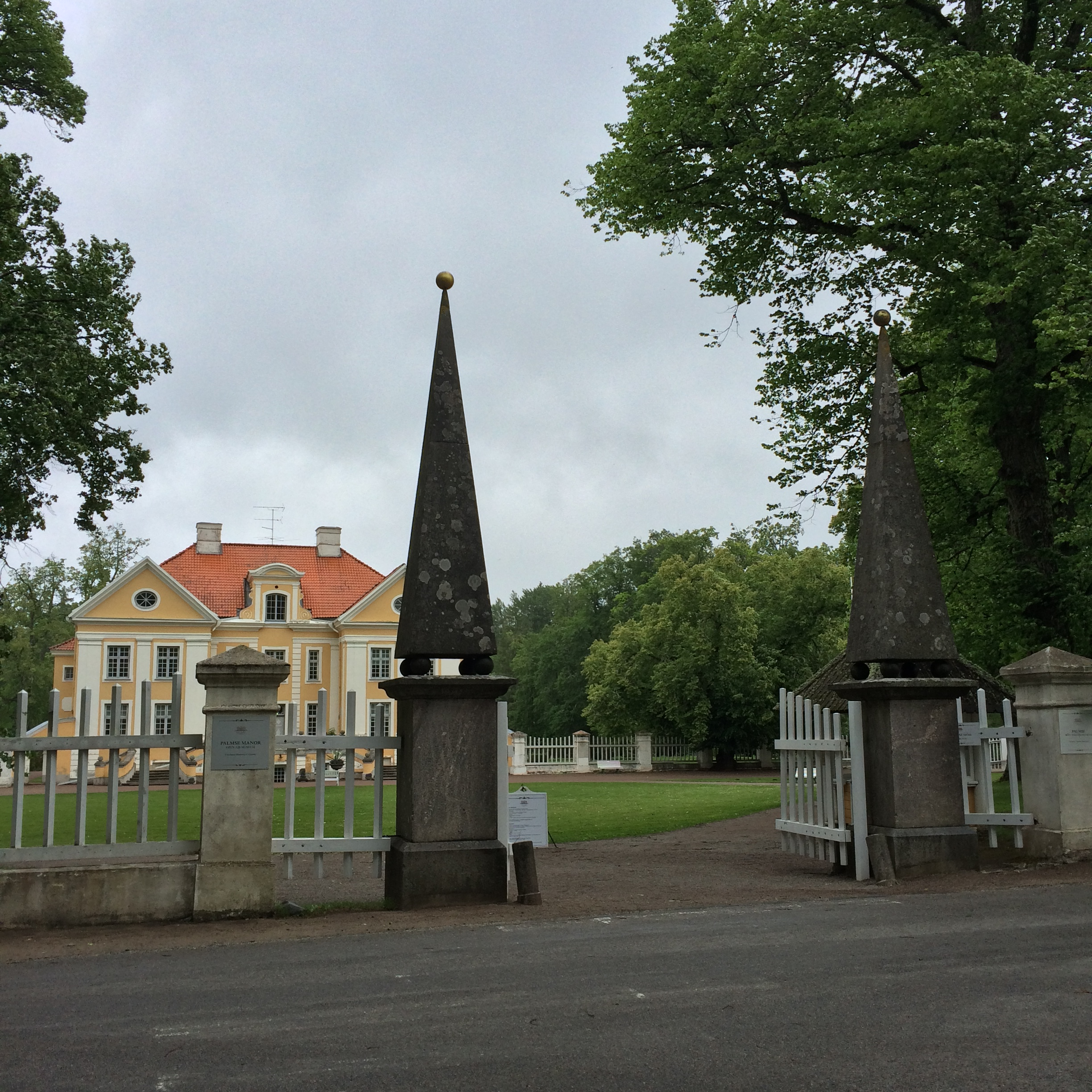
Het landhuis met de toegangspoort
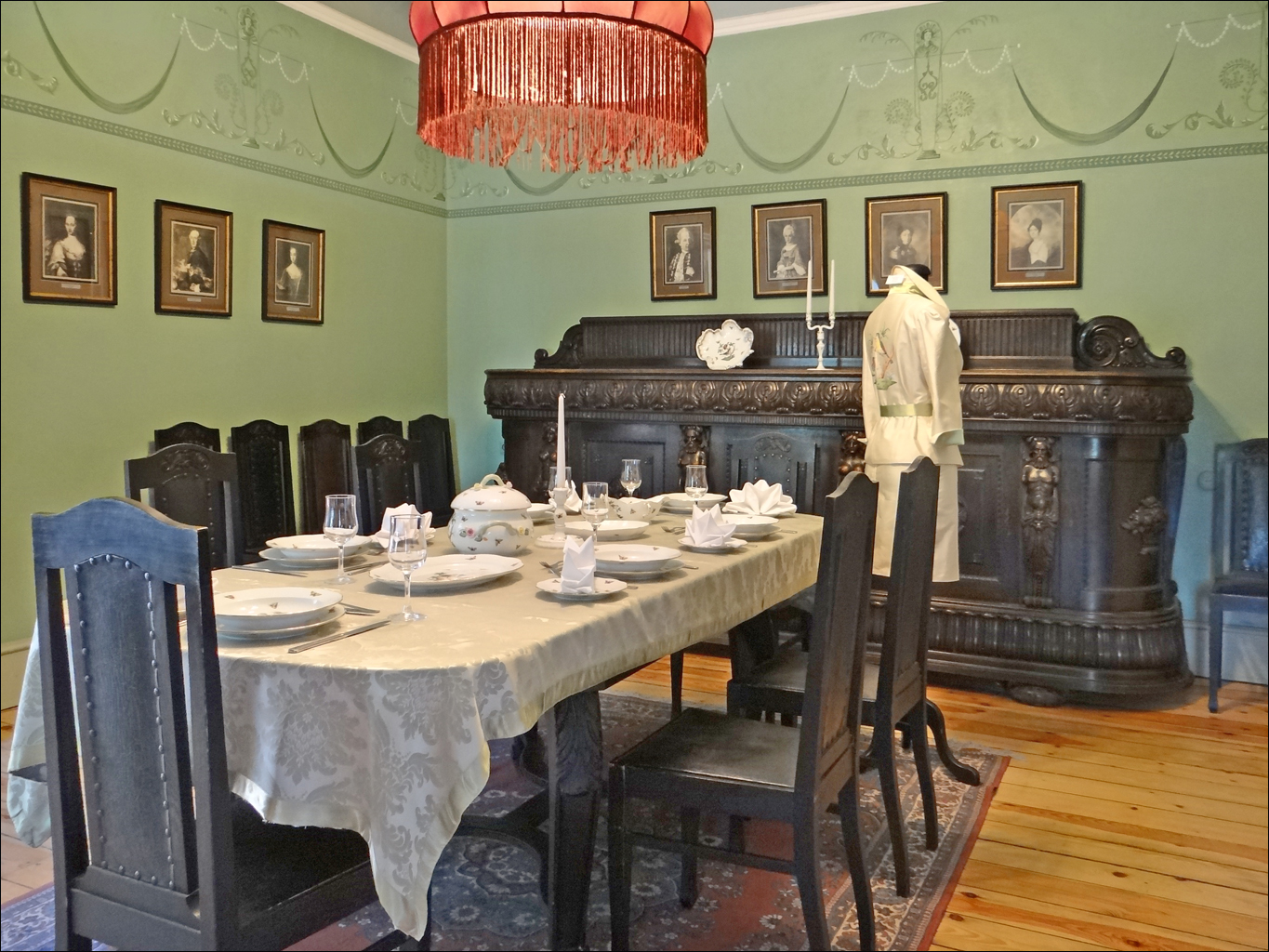
In het museum